# Julien Daniel
 (février 2009).
Si vous disposez d'ouvrages ou d'articles de référence ou si vous connaissez des sites web de qualité traitant du thème abordé ici, merci de compléter l'article en donnant les références utiles à sa vérifiabilité et en les liant à la section « Notes et références ».
Julien Daniel, né à Paris le 25 février 1970, est photojournaliste et portraitiste depuis 1993.
Il est membre de l'agence MYOP depuis 2008.

## Biographie
Il devient professionnel en 1997. Cette même année, il intègre le collectif l’Œil Public. Cette structure associative devient une agence photographique en 2001. Membre de l’agence jusqu’à l’été 2008, Julien participera à cette aventure collective pendant plus de 10 ans, rythmée par les projets personnels et les commandes de la presse.
À son actif, on peut citer plusieurs récompenses : World Press Photo en 2000 et 2001[réf. nécessaire], Prix Kodak de la Critique en 2004, Prix Fnac Attention Talent en 2002.
Parmi ses principales réalisations, on peut mentionner son travail sur quatre saisons à Moscou (2 ou 3 choses que j’ai vues d’Elle), son reportage à New York après le 11 septembre 2001 (NY, J +11) ou lors de la Révolution orange en Ukraine, ou encore son essai Odessa-Odessa, réalisé en Ukraine et au Texas. 
Depuis plusieurs années, ses projets l’amènent régulièrement en Israël, ainsi qu’en ex-Union soviétique (Ukraine, Géorgie).